# Lou Reed
Lewis Allan "Lou" Reed (2 tháng 3 năm 1942 – 27 tháng 10 năm 2013) là một ca sĩ, nhạc sĩ và nhiếp ảnh gia người Mỹ. Ông được biết tới nhiều nhất là người sáng lập, ca sĩ và người viết nhạc chính cho ban nhạc rock The Velvet Underground và sau đó là một sự nghiệp solo lẫy lừng kéo dài suốt nhiều thập kỷ. Dù The Velvet Underground hoàn toàn thất bại về mặt thương mại vào cuối những năm 60, ban nhạc sau đó lấy lại được hình ảnh và những lời ngưỡng mộ để trở thành một trong những tượng đài có ảnh hưởng nhất của thời đại. Trong vai trò là người sáng tác chính cho Velvet Underground, Reed đã đưa vào trong những ca khúc rock các trải nghiệm cuộc sống của mình, kể cả tình dục cũng như ma túy.
Sau khi rời nhóm vào năm 1971, Reed bắt đầu một sự nghiệp solo rực rỡ. Ca khúc bất tử "Walk on the Wild Side" mở màn cho rất nhiều những thành công khác trên các bảng xếp hạng khắp thế giới. Song song với sự nghiệp solo, Reed vẫn khao khát tái hợp với Velvet Underground. Năm 1975, Reed cho phát hành album-kép, Metal Machine Music và nói "Chưa ai từng làm được một sản phẩm như vậy mà còn có thể tồn tại."
Lou Reed có tên trong danh sách "100 ca sĩ vĩ đại nhất" của tạp chí Rolling Stone ở vị trí số 62. Ông cũng có tên trong danh sách "100 tay guitar vĩ đại nhất" cùng của tạp chí trên ở vị trí số 81.